# Fortuna Redux

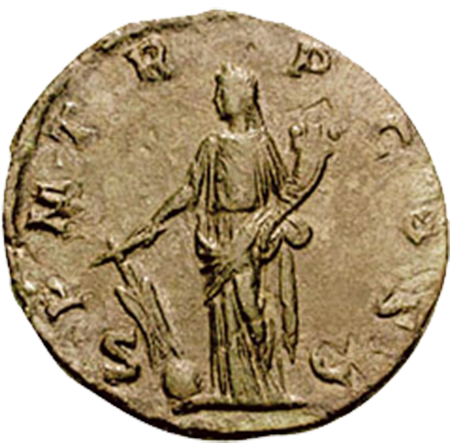
Représentation de Fortuna Redux sur une monnaie du IIe siècle s. ap. J.-C. ; elle porte dans le bras gauche une corne d'abondance et dans la main droite un gouvernail reposant sur le sol près d'un globe terrestre.

Dans l'Antiquité, plus précisément à l'époque romaine impériale, Fortuna Redux désignait une épiclèse de la déesse Fortuna « qui veille au bon retour de ceux qui sont partis dans un voyage périlleux ». Ses attributs sont les mêmes que Fortuna : la cornucopia, ou corne d'abondance, un gouvernail ou une rame pour guider les voyageurs sur les mers et un globe,. Le culte de Fortuna Redux apparaît dans la religion romaine en 19 av. J.-C., à l'occasion de la création d'une nouvelle fête et d'un jour férié le 12 octobre, afin de célébrer le retour d'Auguste de son voyage en Orient. À partir de cette date, la déesse reçoit des sacrifices annuels présidés par les pontifes et les vestales sur un autel qui lui est dédié, l'Ara Fortunae Reducis. Cette fête, baptisée augustalia, était un des principaux vecteurs de la naissance du culte impérial.

## Lieu de culte à Rome
L'autel de Fortuna Redux fut inauguré le 12 octobre 19 av. J.-C. et dédié le 15 décembre de la même année. Il était probablement voisin du temple d'Honor et de Virtus, près de la Porte Capène. L'autel est représenté sur de nombreuses monnaies contemporaines, il semble avoir été relativement modeste dans sa décoration et ses dimensions. Par la suite, Domitien fit réaliser un temple pour Fortuna Redux, à la suite de son retour triomphal de Germanie en 93 ap. J.-C., Le temple se situait sur les pentes du Capitole, orienté vers la porta triumphalis. Il semble correspondre à un des édifices représenté sur l'Arc de triomphe de Marc Aurèle, dont une des scènes représente un adventus, entrée triomphale de l'empereur dans la capitale. Ce temple, tétrastyle prostyle d'ordre corinthien, porte en effet sur son fronton les attributs de Fortuna. Il est possible que cet édifice corresponde à un temple tétrastyle prostyle représenté sur la Forma Urbis Severiana, plan en marbre de Rome. De nombreuses monnaies représentent la statue de culte de Fortuna Redux, portant le gouvernail et la cornucopia, ses attributs traditionnels.

## Diffusion dans l'Occident romain

### Protectrice de l'empereur
Le culte de Fortuna Redux était largement répandu dans les provinces occidentales de l'Empire romain, en tant que divinité tutélaire de la sécurité de l'empereur et de son retour lors des expéditions militaires dont il prenait parfois la tête, voyageant sur les frontières du monde romain. La cérémonie du retour dans la capitale réaffirmait à chaque occasion la place centrale de la Ville au sein de l'Empire. À Cirte, en Numidie, une inscription latine conserve la trace d'une dédicace d'un officiel local à Fortuna Redux Augusta, l'épithète augusta marquant la relation de la divinité à la personne physique et la puissance agissante de l'empereur, son numen, qui fait l'objet d'un culte propre,. Fortuna Redux est surtout représentée sur les monnaies. Sous le règne de Caracalla, en 211 ap J.-C., un monnayage est émis célébrant le retour de l'empereur et de son petit frère Géta de leur campagne en Bretagne, où leur père Septime Sévère vient de mourir de vieillesse, lui-même avait fait battre un certain nombre de monnaies représentant Fortuna Redux. Le IIIe siècle voit se répéter fréquemment cette célébration du retour de l'empereur dans la capitale par l'émission de monnaies représentant Fortuna Redux : la multiplication des conflits aux frontières de l'Empire et l'accroissement constant de la mobilité des empereurs et leur succession parfois rapide explique cette régularité dans la célébration du retour dans la Ville sous le patronage de la déesse.

### Dévotions privées et individuelles
Bien que le culte de Fortuna Redux soit largement intégré à la religion impériale, la divinité reçoit cependant un certain nombre d'actes de dévotion à titre privé de la part de particuliers au travers l'Empire. On contracte avec elle des vœux afin qu'elle garantisse la sécurité du retour chez soi après un voyage périlleux. Une inscription de Glanum conserve la trace de la dédicace d'un autel votif par un vétéran de la légion XXI Rapax, à Fortuna Redux et à Glanis et les Glanicae, divinités celtiques locales. Plusieurs attestations d'un Jupiter Redux nous sont aussi parvenues, montrant que le patronage au retour n'est pas que l'apanage de la Fortune. Dans une certaine mesure, il existe un syncrétisme d'attributs entre Isis et Fortuna, la première étant parfois représentée avec un gouvernail et une corne d'abondance.

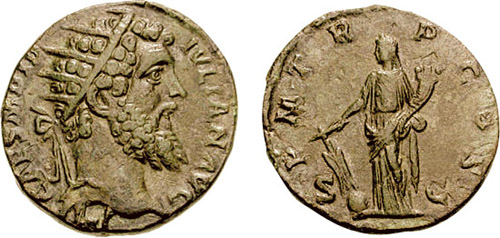
Dupondius de Didus Julianus représentant Fortuna Redux.
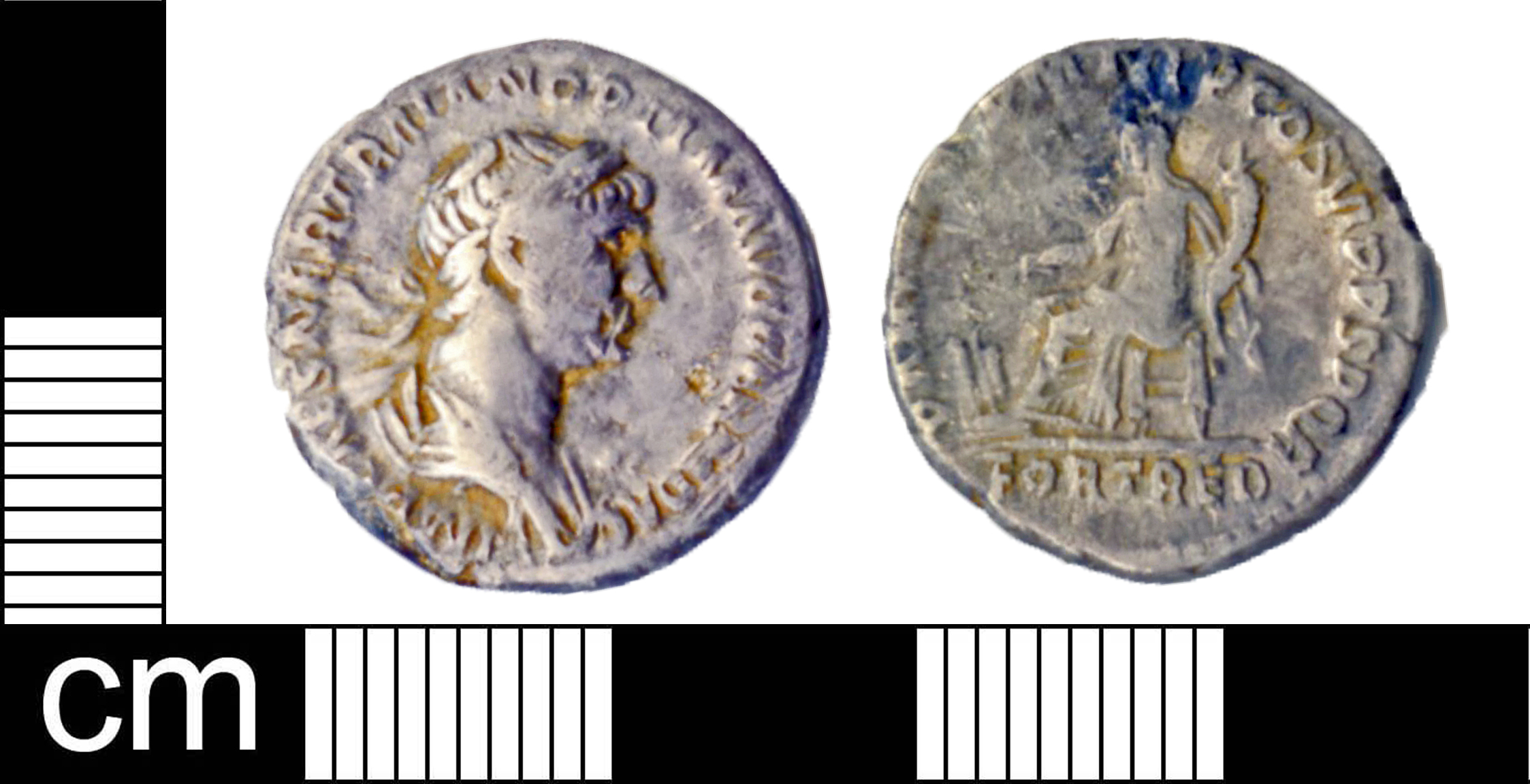
Denier de Trajan représentant au revers Fortuna Redux sur un trône.
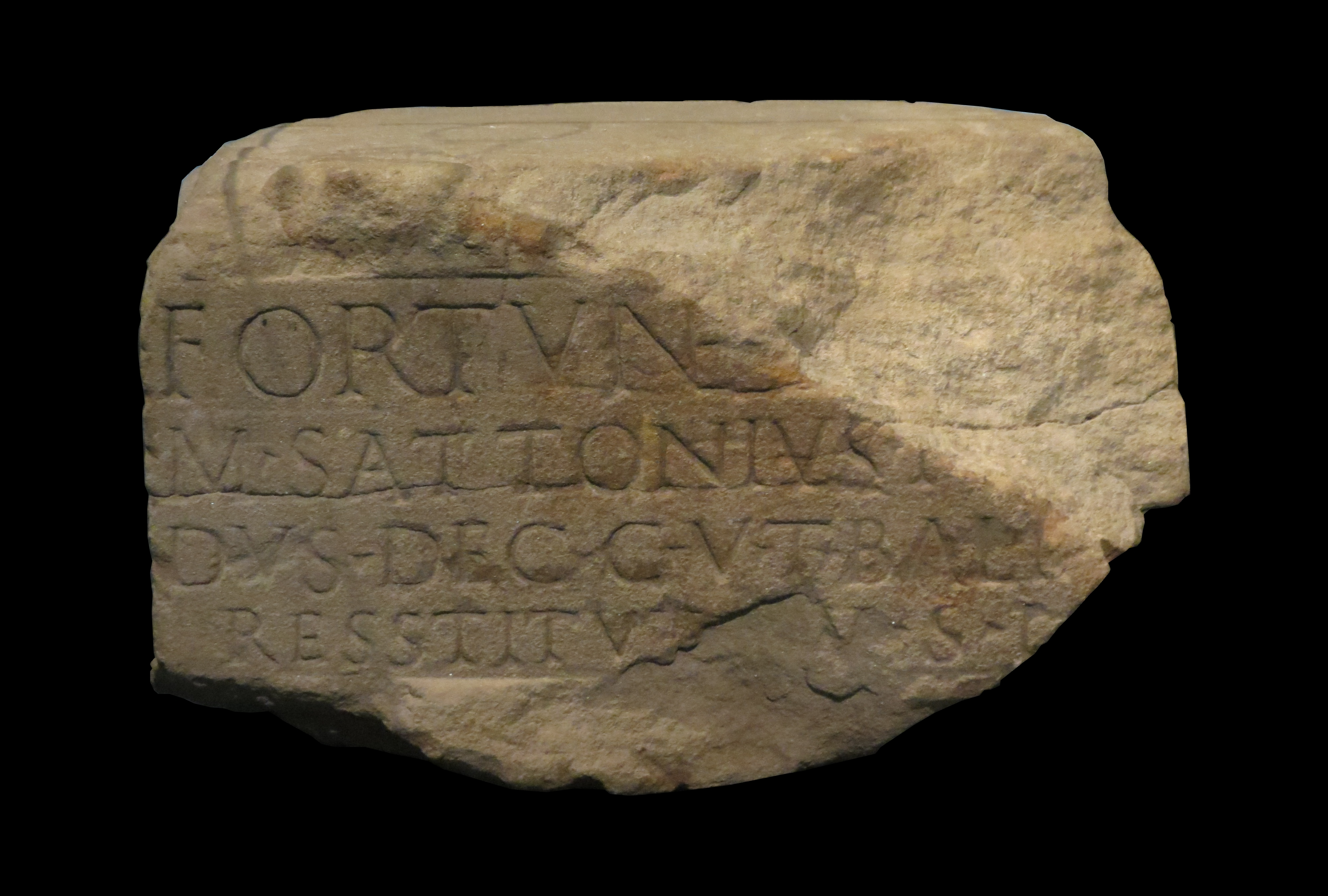
Inscription votive de Marcus Sattonius lucundus, citoyen romain de Colonia Ulpia Traiana (Xanten), découverte dans les thermes romains de Coriovallum aux Pays-Bas. Le texte dit (AE 1959, 9) : Fortun(a)e [Reduci] / M(arcus) Sattonius I[ucun]/dus dec(urio) c(oloniae) U(lpiae) T(raianae) baln[eo] / res{s}titut[o] v(otum) s(olvit) l(ibens) [m(erito)]